# Wapen van Gemert
Het wapen van Gemert werd op 16 juli 1817 bij besluit van de Hoge Raad van Adel aan de toenmalige Noord-Brabantse gemeente Gemert bevestigd. Op 14 februari 1976 werd het wapen gewijzigd. Op 1 januari 1997 ging de gemeente, samen met de gemeente Bakel en Milheeze, op in de nieuw opgerichte gemeente Gemert-Bakel, waarmee het wapen kwam te vervallen. Het wapen van Gemert-Bakel is afgeleid van het wapen van Gemert.

## Blazoenering
De blazoenering bij het eerste wapen uit 1817 luidt als volgt:
In goud een kruis van zilver; een hartschild van zilver met een adelaar van sabel.
De heraldische kleuren zijn goud (geel), zilver (wit) en sabel (zwart). Het kleurgebruik in dit wapen (metaal op metaal) is in de heraldiek in het algemeen onjuist. De beschrijving is later toegevoegd, oorspronkelijk stond in het register uitsluitend een tekening.
De blazoenering bij het tweede wapen uit 1976 luidt als volgt:
In goud een kruis van zilver; een hartschild van zilver met een adelaar van sabel. Het schild gedekt met een gouden kroon van drie bladeren en twee parels.
Het wapen is gelijk aan het eerste wapen, vermeerderd met een gravenkroon van drie bladeren en twee parels.

## Geschiedenis
Het is afgeleid van dat van de kamer Biezen van de Duitse Orde, waartoe Gemert behoorde. Deze kamer voerde het kruis van sabel op zilver, met als hartschild de Duitse adelaar. De armen van het kruis beladen met een Jeruzalems kruis, ook wel krukkenkruis genaamd. De Orde stelde een schepenbank in, die een zegel met een kruis en een adelaar voerde, waarvan varianten uit de veertiende en de zeventiende eeuw bekend zijn. Vermoed wordt dat het kruis oorspronkelijk zwart van kleur is. Het plaatsen van een zilver op goud is normaal gesproken heraldisch onjuist en wordt alleen bij pauselijke wapens als correct beschouwd. Overige wapens met een dergelijk kleurgebruik worden tot de raadselwapens gerekend.
In 1976 is het wapen voorzien van een gravenkroon. Opvallend is dat het verder ongewijzigd is gebleven, aangezien reeds in 1947 een verbetering is voorgesteld.

## Dorpswapen
De gemeente Gemert-Bakel heeft in een raadsvergadering op 19 november 1997 dorpswapens voor de zeven kernen vastgesteld. Voor het dorpswapen van Gemert is een zwart kruis en dito plompeblad op een zilveren schild vastgesteld.

## Verwante wapens

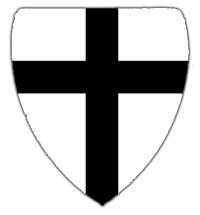
Wapenschild van de Duitse Orde
Wapen van Gemert-Bakel
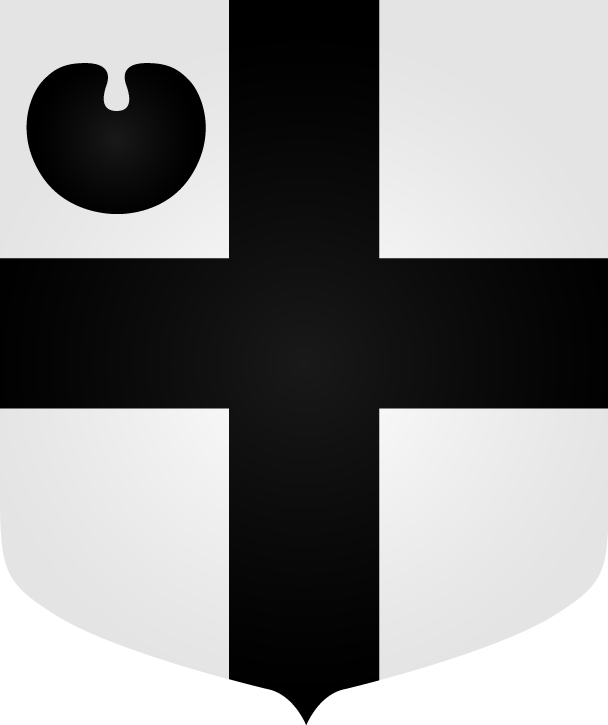
Dorpswapen van Gemert